# James J. Braddock
James Walter Braddock, mais conhecido como James J. Braddock (Nova Iorque, 7 de Junho de 1905 — North Bergen, 29 de Novembro de 1974) foi um pugilista americano campeão mundial dos pesos-pesados entre 1935 e 1937.

## Biografia
Filho de imigrantes irlandeses, Braddock nasceu na cidade de Nova Iorque, mas foi criado na pequena North Bergen no vizinho Estado de Nova Jérsei. Braddock tornou-se um pugilista profissional em 1926, já tardiamente aos 21 anos de idade. Não obstante, seus primeiros anos de carreira foram arrasadores, tendo acumulado um cartel favorável de 33 vitórias, 6 empates e 4 derrotas em apenas três anos, culminando com uma imponente vitória por nocaute contra Tuffy Griffiths, em apenas dois rounds, já no final de 1928.
Logo no princípio de 1929, Braddock tornou a provar seu valor ao nocautear o ex-campeão mundial dos meios-pesados Jimmy Slattery, o que finalmente rendeu-lhe uma chance de disputar o título mundial dos meios-pesados contra o campeão Tommy Loughran. Quatro meses mais tarde, o sonho de tornar-se campeão mundial por pouco não se tornou uma realidade, quando Braddock acabou sendo derrotado por Loughran na pontuação dos jurados, em uma luta acirrada que durou longos quinze assaltos.
Deprimido após esse duro revés e com sua mão direita fraturada durante o embate contra Loughran, a carreira de Braddock entrou em abrupto declínio. Em suas 33 lutas seguintes, Braddock acumulou 11 vitórias, 2 empates e 20 derrotas.
Vivendo na extrema pobreza após a Crise de 1929 e com sua carreira de boxeador não mais compensando financeiramente, Braddock viu-se obrigado a abandonar os ringues temporariamente e começou a trabalhar como estivador. Em virtude de suas recorrentes lesões na mão direita, Braddock passou a utilizar-se mais de sua mão esquerda ao carregar peso em essa sua jornada como estivador, o que gradualmente acabou tornando sua mão esquerda mais forte do que a direita.
Em meados de 1934, Braddock recebeu um convite com apenas dois dias de antecedência para lutar contra o promissor John "Corn" Griffin. Após ir à lona primeiro, Braddock devolveu a queda ainda no mesmo round. Griffin teve muita dificuldades para levantar-se, mas conseguiu resistir ao resto do segundo assalto. No entanto, a luta não passaria do terceiro, quando para espanto geral o árbitro precisou intervir ante a passividade de Griffin, declarando assim Braddock o vencedor do confronto.
Nas suas duas lutas subsequentes, Braddock voltou a surpreender a todos quando tornou a vencer o futuro campeão mundial dos meios-pesados John Henry Lewis e depois o conceituadíssimo postulante ao título mundial dos pesos-pesados Art Lasky. O retorno espantoso de Braddock aos ringues enfim rendeu-lhe uma chance de disputar o título mundial dos pesos pesados contra o temível Max Baer.
Baer faria sua primeira defesa de título mundial e seus agentes escolheram a dedo Braddock como seu oponente, que para eles não passava de um boxeador assalariado que seria uma presa fácil para o campeão. As bolsas de apostas indicavam o mesmo, pagando 10-1 na mais que improvável vitória de Braddock.
Assim sendo, em meados de 1935, Max Baer e James Braddock subiram ao ringue pela disputa do título mundial dos pesos-pesados. O campeão iniciou a luta de forma displicente, deixando Braddock pontuar por vários rounds seguidos, acreditando poder dar um fim à luta quando bem entendesse. Contudo, já mais para o fim da luta, quando Baer começou a desferir seus potentes golpes, este foi surpreendido com a extrema tenacidade de seu oponente. Braddock suportou bravamente aos ataques do campeão, enquanto seguia a revidar com seus próprios golpes. Ao término dos quinze rounds previstos os jurados apontaram de forma unânime uma vitória a favor do desafiante, estabelecendo assim uma das maiores zebras na história do boxe de todos os tempos.
Após o inacreditável resultado do duelo entre Baer e Braddock, o escritor Damon Runyon imortalizou o apelido de "Cinderella Man" ao acentuar as origens humildes de Braddock e sua ascensão até o topo, tal qual o conto de fadas.
Uma vez detentor do título mundial dos pesos-pesados, James Braddock chegou a ter uma luta agendada contra o alemão e ex-campeão mundial Max Schmeling previsto para acontecer em fins de 1936, no entanto o embate teve de ser cancelado por causa de uma suposta lesão na mão do campeão durante os treinamentos. A partir de então um imbróglio judicial se sucedeu quando uma luta entre Braddock e Joe Louis foi anunciada para acontecer em Chicago no transcorrer de 1937. A Comissão Atlética do Estado de Nova Iorque então intercedeu judicialmente, proibindo Braddock de realizar essa luta contra Louis por já ter se comprometido previamente em defender seu título no Madison Square Garden contra Schmeling. Uma nova data para o duelo entre Braddock e Schmeling foi agendado para meados de 1937, mas teve de ser cancelado novamente ante a recusa de Braddock, que preferiu o combate contra Louis em virtude de uma premiação supostamente mais vantajosa. No final das contas, a batalha judicial foi perdida pela Comissão Atlética do Estado de Nova Iorque e uma luta entre James Braddock e Joe Louis foi finalmente marcada para ocorrer no final de 1937.
O embate entre Braddock e Louis iniciou com uma troca incessante de golpes entre os dois adversários, que culminou com Louis indo à lona após sofrer um uppercut de direita no queixo logo no primeiro assalto. Recuperando-se rapidamente da queda, Louis passou a lutar mais sabiamente e dominou o restante de todo o combate. Vendo seu pupilo extremamente machucado, o técnico de Braddock quis interromper a luta no intervalo entre o sétimo e o oitavo, mas Braddock convenceu-o a deixá-lo seguir lutando somente para enfim ser nocauteado logo em seguida com uma rápida combinação de golpes de Louis.
Após perder seu título mundial, Braddock despediu-se dos ringues no início de 1938 com uma vitória dividida nos pontos sobre o galês Tommy Farr. Braddock faleceu em 1974, aos 69 anos de idade.
Em 2001, James J. Braddock foi incluído na galeria dos melhores boxeadores de todos os tempos, que hoje estão imortalizados no International Boxing Hall of Fame.
Pouco tempo depois, em 2005, um filme sobre sua vida foi lançado nos cinemas com o título de Cinderella Man- A Luta Pela Esperança. Dirigido por Ron Howard e estrelado pelo premiado Russell Crowe no papel de James Braddock, o filme recebeu críticas positivas.